# 엘알 이스라엘 항공 426편 납치 사건
엘알 이스라엘 항공 426편(영어: El Al Flight 426, 히브리어: חטיפת מטוס אל על לאלג'יריה)은 1968년 런던 히드로 공항을 출발해 로드 공항으로 향하던 항공편으로, 7월 23일 하이재킹을 당하였다. 이 사건은 엘알 이스라엘 항공의 납치 사건 중에서 유일하게 성공한 사례로 기록되었다.

## 사건 개요
1968년 7월 23일 런던 히드로 공항을 출발해 레오나르도 다 빈치 국제공항 경유 이스라엘 텔아비브 로드 공항(현재는 벤구리온 국제공항으로 변경)행 국제선 노선으로 이스라엘의 국영 항공사인 엘알 이스라엘 항공 426편으로 기종은 보잉 707로 당시 승객과 승무원을 포함해 61명이 타고 있었다. 이 비행기는 로마를 이륙하자 마자 팔레스타인 해방기구의 테러리스트 3명에게 납치되었다.
범인은 진로를 이탈해 알제리의 알제에 있는 다르엘 바야다 공항(현재는 우아리 부메디엔 공항으로 변경)에 강제로 착륙시켰다. 사건은 제3차 중동 전쟁의 끝난 이후로 알제리는 이스라엘에 선전 포고를 했다.
당시 이스라엘의 국영 항공사인 엘알 이스라엘 항공이 이스라엘 공군의 화물 수송도 담당하고 있었다. 한편 엘알 이스라엘 항공의 승무원과 22명이 알제에서 인질이 되었다. 40일에 이르는 알제리 정부와 교섭한 끝에 이스라엘은 기체를 다시 반납해 유대인을 석방하는데 성공했다.

## 사건 이후
- 이 과정에서 유대인을 석방 하는데 성공한 이후 팔레스타인 테러리스트에 의한 납치로 이후 이스라엘을 상대로 연쇄로 유대인을 납치하게 되었다.

## 같이 보기
- 루프트한자 181편